# Рей, Рафаэль
Рафаэль Рей Рей (исп. Rafael Rey Rey; 26 февраля 1954, Лима) — перуанский политик, кандидат в вице-президенты на президентских выборах 2011 года.
Окончил Университет Пьюры по специальности «промышленная инженерия» и Папский католический университет Перу. В 1982-90 годах был генеральным директором компании Crowley Peru S.A. В 1987 году вступил в Движение свободы, которое в 1988 году стало частью Демократического фронта (FREDEMO). В 1990 году был избран в Конгресс, а после утверждения у власти Альберто Фухимори Рей создал свою партию «Национальное возрождение», от которой переизбирался в 1995 и 2000 годах. В 2006 году покинул Конгресс в пользу Андского парламента, в котором заседал до 2010 года.
В июле 2006 года был назначен министром по делам производства (Ministro de la Producción), непродолжительное время в 2009 году занимал должность посла в Италии, после чего стал министром обороны. В период его нахождения в должности между Перу и Россией был заключён контракт на поставку вертолётов Ми-171 и Ми-35; Рей активно поддержал сделку.
На президентских выборах 2011 года Рей вошёл в команду Кейко Фухимори и стал кандидатом в вице-президенты при ней.
Рей — член католического ордена Opus Dei.